# مغز دندان
مغز دندان یا پالپ (به انگلیسی: Pulp) به رگ‌ها و اعصاب دندان گفته می‌شود. به حفرهٔ مرکزی در تاج دندان، اتاق پالپ گفته می‌شود. مجرای ریشهٔ دندان را نیز کانال ریشه می‌نامند. ۺدر حالت عادی مغز دندان زنده و فعال است ولی پوسیدگی‌ها و آزردگی‌های رگ‌ها و عصب‌ها باعث درد و سرانجام مرگ مغز دندان می‌شود. هنگامی که مغز دندان به هر علتی دچار آزردگی شدید شد درمان ریشهٔ دندان یا عصب کشی دندان ضرورت پیدا می‌کند.

## ویژگی‌های پالپ
پالپ دندان چندین ویژگی منحصربه‌فرد دارد: پالپ توسط عاج احاطه شده و امکان انبساط ندارد، فاقد گردش خون جانبی است و دارای سلول‌های ادنتوبلاست است. این ویژگی‌ها توانایی پالپ در پاسخ به تحریک را تغییر می‌دهند.
پالپ دندان دارای سلول‌های بنیادی مزانشیمی است و می‌تواند تا حدودی سلول‌های معیوب خود را بازسازی کند.